# オリエンタルバイオ
オリエンタルバイオ株式会社（英: OrientalBio Co.,Ltd.）は、東京都中央区に本社を置く健康食品の販売を行う企業。
オリエンタル酵母工業やその関連会社・株式会社オリエンタルバイオサービス等とは関係ない。

## 概要
1991年に設立。大豆を原料とする「ラフィーネ-アルファ（raffinee-α）」を主力とした健康食品の通信販売を行っている。大学や研究機関などと連携しながら商品を研究開発している。
2021年、設立30周年となる。

## 沿革
- 1980年代 - 東京都千代田区有楽町で飲食店「千成」を開業
- 1989年 - 健康食品の販売を開始
- 1991年 - 東京都墨田区にオリエンタルバイオ株式会社を設立し、健康食品の製造販売を開始
- 1996年 - 日本医科大学と協同乳業が開発した「大豆発酵エキス（NT）」に関する全権利を取得。「大豆発酵エキス（NT）」を配合した「ラフィーネ-アルファ」を発売
- 1998年 -「ラフィーネ-アイ」「ラフィーネ-パル」「ラフィーネ-カン」「ラフィーネ-ギンコ」「ラフィーネ-ジン」「ラフィーネ-ペイン」「KS-ラフィーネ」発売
- 1998年 - 製造・開発部門が株式会社ラフィーネインターナショナルとして独立
- 1999年 - 本社を東京都中央区日本橋久松町に移転
- 1999年 - 株式会社リベロ（出版・映像）をグループ傘下とする
- 2000年 -「R-バイオグルカン」発売
- 2004年 -「ラフィーネ-ベータ」発売
- 2005年 -「ラフィーネ-エパゴールド」発売
- 2006年 - 国立大学法人山口大学大学院医学系研究科の小林誠教授との血管病予防食品共同研究事業が、NEDO（国立研究開発法人新エネルギー・産業技術総合開発機構）の助成金交付対象事業に採択される
- 2007年 - 「いきいきケフィア」発売
- 2008年 - オリエンタルバイオと山口大学が共同で推進する「血管病を予防する機能性食品の開発事業」が産学官連携事業の成功事例の一つとして独立行政法人中小企業基盤整備機構より表彰される
- 2009年 - 「ラフィーネ-ペインゴールドエイジ」発売
- 2012年 - 「ラフィーネ-アルファ」リニューアル、成分・パッケージ変更
- 2014年 - 「アレルナイトプラス」発売、90粒入りの「ラフィーネ-エパゴールド300」を発売、従来品の180粒入りを「ラフィーネ-エパゴールド600」と改名
- 2014年 - 本社を東京都中央区日本橋本町へ移転、顔の見える通販会社という取組をスタート
- 2018年 -「楽しまナイト」発売、「ラフィーネ-アルファ」大幅リニューアル、内容量増量・成分増量・パッケージ変更
- 2019年 -「Nst（エニスト）」発売、「KENCOS（ケンコス）4」発売、「ラフィーネエパゴールド」リニューアル、商品名変更・パッケージ変更・配合量変更、「黒酢黒にんにく卵黄+しょうが」発売、「マルチビタミン＆ミネラル」発売
- 2020年 -「ラフィーネエパゴールド 小粒タイプ」発売、「アレルナイトプラス」リニューアル、パッケージ変更・飲用対象年齢変更
- 2021年 - ロゴマークの変更。『30年の歩みの先。ご縁を大切にした成長と継続性』という思いを込めた新ロゴとなる
- 2022年 -「熊笹エキスプレミアム」発売
- 2022年5月2日 - オリエンタルバイオスケート部設立を発表。メンバーは鍵山優真、三浦佳生、住吉りをんの3名[1]
- 2023年 -「まいにちの善玉菌」発売
- 2023年4月 - ローヤルゼリーなどの養蜂品の製造・販売を行う株式会社クインビーガーデンと業務提携[2]
- 2023年10月16日 - アイスダンスの田中梓沙・西山真瑚組がオリエンタルバイオスケート部の所属となる[3]
- 2024年1月18日 - 2024年度よりXリーグ X1 Super所属の「シルバースター」のメインスポンサーとなることを発表[4]
- 2024年 - 「ビーケアRJ」発売　株式会社クインビーガーデンと業務提携後初めての蜂産品含有商品である
- 2025年7月1日 - フィギュアスケートの河辺愛菜がオリエンタルバイオスケート部の所属となる[5]

## スポンサー活動
フィギュアスケート、FIBAバスケットボール・ワールドカップ、バレーボールネーションズリーグ、スポーツクライミング、モータースポーツ、スキー、スノーボード、スピードスケート、カーリング、パルクール、体操、競技かるた、ゴルフ、演劇、オペラなど、多方面のスポンサー活動実績がある。
フィギュアスケートの鍵山優真、三浦佳生、住吉りをん、河辺愛菜、田中梓沙、西山真瑚、スキー（フリースタイル）の近藤心音が所属している。また、スポーツクライミングの森秋彩、関川愛音、スノーボード（フリースタイル）の芳家里菜、村瀬由徠、レーシングドライバーの平峰一貴をサポートしている。
日本パラクライミング協会（JPCA）のゴールドスポンサーである。
モータースポーツではスーパー耐久シリーズに参戦する株式会社ゼロワンのスポンサー。株式会社ゼロワンは、日産自動車株式会社、日産自動車大学校が実施する人材育成プログラム『NISSAN MECHANIC CHALLENGE』を全面的にサポートする方針で、オリエンタルバイオはその活動を応援している。過去にはスーパーフォーミュラに参戦するKONDO Racingのスポンサーであった。
2024年度よりXリーグ X1 Super所属の「シルバースター」のメインスポンサーとなる。それにともない、同チームの名称が「オリエンタルバイオシルバースター」となる。
Fリーグのバルドラール浦安のスポンサー及びトップリーグ所属の現役選手・フットサル専門指導者によるフットサル価値向上プロジェクト（ラッドフットサルプロジェクト）の支援も行っている。プロフットサル選手の内田隼太（スペイン2部エントレリオス  オートマティサシオン）のサポートも行っている。

## ラフィーネレディ
ラフィーネレディ（raffinee lady）は、2016年より活動している同社のレースクイーンユニット。現在はスーパー耐久での活動がメイン。

## グループ企業
- 株式会社ラフィーネインターナショナル - 製造・開発
- 株式会社リベロ - 出版・映像事業
- 有限会社ザック - ネットショップ運営